# Henryk Strzelecki (leśnik)

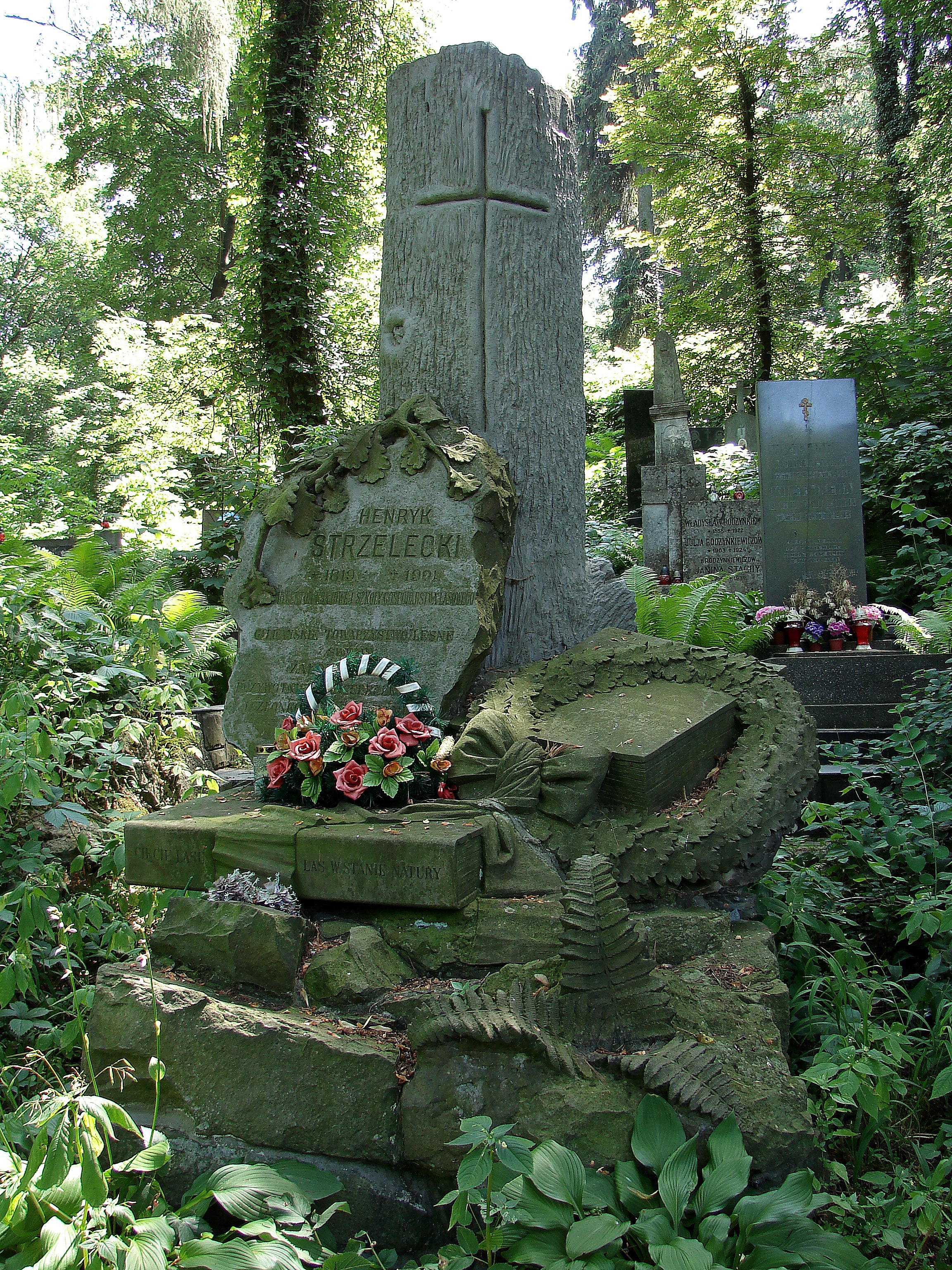

Henryk Strzelecki (ur. 14 lipca 1819 w Dobrotworze koło Kamionki Strumiłowej, zm. 16 sierpnia 1901 we Lwowie) – polski leśnik, jeden z pionierów leśnictwa w Polsce i jeden z najwybitniejszych organizatorów leśnictwa polskiego w drugiej połowie XIX wieku.

## Życiorys
Ojcem Henryka był nadleśniczy lasów Radziechów-Kamionka Józef Strzelecki, który zaszczepił mu miłość do lasów. W dziedzinie leśnictwa był samoukiem (nie licząc wskazówek przekazanych przez ojca), bowiem na terenie ziem polskich nie było wówczas żadnej szkoły leśnej.
Henryk Strzelecki po ukończeniu w Krakowie szkoły realnej i Szkoły Handlowej rozpoczął pracę jako leśniczy na terenie rodzinnych lasów radziechowskich. W 1841 zdał egzamin leśny. Jego zamiłowanie do lasów zwróciło uwagę hr. Adama Zamoyskiego, który powierzył mu (jako 25-latkowi) nadleśnictwo swoich dóbr łopatyńskich, gdzie znajdowała się ogromna puszcza.
W 1855 zdał egzamin na „samoistnego gospodarza lasowego”. W 1857 widząc potrzebę zmiany gospodarki lasowej na ziemiach polskich założył szkołę dla leśniczych w Hołubli koło Przemyśla (obecnie osada leśna w gminie Przemyśl). Szkoła mimo tylko 6-letniego istnienia wykształciła wielu leśniczych. W tym samym roku Strzelecki objął na prośbę hr. Leona Sapiehy stanowisko dyrektora w lasach sapieżyńskich w Krasiczynie. W 1864 podjął decyzję o przeprowadzce do Lwowa, gdzie objął kierownictwo lasów miejskich.
Po powstaniu wyższej szkoły ziemiaństwa w Wiedniu ministerstwo zaproponowało mu objęcie profesury na tej uczelni, ale zrezygnował z tej możliwości, ponieważ celem nadrzędnym dla Strzeleckiego było utworzenie szkoły lasowej we Lwowie. Starania rozpoczął w 1871 ciągnęły się długo ze względu na brak zgody władz zaborczych. Zakończyły się sukcesem w 1874, kiedy to powstała we Lwowie Krajowa Szkoła Gospodarstwa Lasowego (od 1909 przemianowana na Wyższą Szkołę Lasową) a jej dyrektorem został Henryk Strzelecki, który stał na jej czele do 1892. W szkole osobiście witał wizytującego cesarza Franciszka Józefa.
Był zaangażowanym działaczem społecznym działającym czynnie w wielu organizacjach.
Od 1851 członek i działacz Galicyjskiego Towarzystwa Gospodarskiego, członek jego Komitetu (16 lutego 1868 – 20 czerwca 1873, 24 czerwca 1874 – 23 czerwca 1889), oraz jego wiceprezes (20 czerwca 1873 – 20 czerwca 1874). Drukował swoje prace w Rozprawach będących czasopismem tego Towarzystwa.
Przez pewien czas był wiceprezesem Towarzystwa oficjalistów prywatnych. W marcu 1894 na wniosek delegata Krokowskiego, referenta komisji wyszłej z łona rady nadzorczej, uchwalono obmyślić środki celem uczczenia prof. Henryka Strzeleckiego, wręczywszy byłemu wiceprezesowi pierścień złoty z napisem «wdzięczni swemu wiceprezesowi».
Wiele publikował, wspólnie z hr. Włodzimierzem Dzieduszyckim starał się założyć czasopismo fachowe poświęcone lasom. Był pionierem odnowy leśnictwa na terenie Małopolski, wzbogacił literaturę europejską o nowe spojrzenie na gospodarkę leśną. Był autorem najlepszej XIX-wiecznej pracy o urządzaniu lasów – O pielęgnowaniu lasu. Współtworzył Galicyjskie Towarzystwo Leśne, przekształcone w 1925 w Polskie Towarzystwo Leśne. Członek założyciel Polskiego Towarzystwa Przyrodników im. Kopernika (1873).
Henryk Strzelecki był właścicielem największego na ziemiach polskich księgozbioru dzieł leśniczych. Część swoich zbiorów wystawił na Powszechnej Wystawie Krajowej we Lwowie. Po jego śmierci księgozbiór nabyło Galicyjskie Towarzystwo Leśne.
Zmarł 16 lipca 1901 we Lwowie i został pochowany na miejscowym cmentarzu Łyczakowskim. Po 2000 roku jego nagrobek został odrestaurowany staraniem i z funduszy Polskiego Towarzystwa Leśnego.

## Wybrany prace naukowe
- Opisanie lasów łopatyńskich, 1857
- Las w stanie natury, 1874
- O pielęgnowaniu lasu
- Las w stanie natury
- Przewodnik dla leśniczych: zbiór wiadomości z gospodarstwa lasowego i odnośnych nauk pomocniczych dla użytku właścicieli lasów i poświęcających się zawodowi leśnemu
- O przyrodzonym rozsiedlaniu drzew leśnych w Galicji
- O znaczeniu ekonomicznym lasów
- Z teki starego praktyka